# Daniel Veyt
Daniel Veyt (Baasrode, Bélgica; 9 de diciembre de 1956) es un exfutbolista belga que jugaba en la posición de delantero.

## Carrera

### Club
Inicío su carrera con el K Boom FC en 1973, equipo con el que jugó en 55 partidos y anotó 20 goles en tres temporadas, pasando luego al K Sint-Niklase SKE por cuatro temporadas, periodo en el cual anotó 51 goles en 120 partidos.
En 1980 firma con el KSV Waregem, equipo con el que juega siete temporadas en las que jugó 232 partidos y anotó 72 goles, fue finalistas de la Copa de Bélgica en 1982, ese mismo año gana la Supercopa de Bélgica y alcanza las semifinales de la Copa de la UEFA 1985-86, además de ganar el Trofeo de París de 1985.
En 1987 juega con el RFC Lieja donde anotó 17 goles en 66 partidos en dos temporadas, ganando el premio belga de Fair Play en 1987. En 1989 firma con el KAA Gent con el que anota 15 goles en 68 partidos en dos temporadas, pasando luego al KSC Lokeren en 1991 en las que anotó cinco goles en 48 partidos; y en 1993 firma con el KSV Sottegem donde anotó tres goles en 15 partidos, retirándose ese año.

### Selección nacional
Jugó para Bélgica de 1985 a 1989 en 15 partidos y anotó un gol, el cual fue ante Países Bajos en el empate 2-2 en la Copa Mundial de Fútbol de 1986 celebrada en México.

## Logros

### Club
- Supercopa de Bélgica (1): 1982
- Tournoi de Paris (1): 1985

### Individual
- Premio Fair Play Belga (1): 1987